# Angelo Maria Cicolani
Angelo Maria Cicolani (Poggio Moiano, 4 aprile 1952 – Roma, 27 ottobre 2012) è stato un politico e ingegnere italiano.

## Biografia
Proveniente dal mondo del lavoro (ingegnere, è stato top manager di importanti società internazionali come il gruppo Astaldi), ha debuttato in politica come sindaco del comune di nascita, Poggio Moiano, incarico che ha ricoperto fino al 1995.
Eletto nel 2001 al senato nelle liste di Forza Italia nel collegio elettorale di Rieti, è stato rieletto nel 2006 e nel 2008, sempre nello stesso collegio. È stato responsabile nazionale del settore trasporti di Forza Italia ed era in buoni rapporti con Mauro Moretti.
Assieme ad Antonio Paravia è stato il relatore di un emendamento al disegno di legge 999 (cd. «decreto Alitalia») dell'agosto 2008 che modifica l'articolo 7bis della legge 243/2004 (cd. «legge Marzano») in misura tale da rendere non più personalmente perseguibili i reati di bancarotta a meno del definitivo fallimento dell'azienda coinvolta. L'emendamento è stato fortemente criticato da alcuni organi di informazione (Report, La Repubblica) in quanto "cancellerebbe" i reati legati a grandi dissesti finanziari come quello di Parmalat e Cirio e ha provocato la minaccia di dimissioni del ministro dell'economia Giulio Tremonti in caso di approvazione.
È stato relatore in Senato del Nuovo Codice della Strada nel 2011.
Ha sempre avuto una particolare attenzione al territorio del suo collegio e alle problematiche di Roma nord. A lui si deve la realizzazione del Casello di Castelnuovo di Porto sulla A1 Dir e il progetto della Bretella di Raccordo Salaria Sud e della viabilità di Gronda Tiberina, nonché il finanziamento della superstrada Rieti-Terni (non ancora completata). Insieme al collega Guglielmo Rositani si batté per la realizzazione della ferrovia Rieti-Roma, un'infrastruttura attesa dal popolo Sabino da oltre un secolo, riuscendo nel tentativo di far inserire l'opera nella legge obiettivo del Governo Berlusconi, ma non in quello di ottenere il finanziamento necessario a far partire i lavori.
È stato segretario provinciale del PdL reatino fino alla sua scomparsa.
È deceduto nel 2012 all'età di 60 anni dopo una lunga malattia. Al suo posto di parlamentare è subentrata, il 30 ottobre Anna Maria Mancuso, che ha aderito a Futuro e Libertà per l'Italia.